# Kerang (ort i Australien)
Kerang är en ort i Australien. Den är belägen i kommunen Gannawarra och delstaten Victoria, omkring 250 kilometer norr om delstatshuvudstaden Melbourne. Antalet invånare är 3 780.

## Historia
Kerang var ursprungligen boplats för Australiens aboriginer. Den förste européen, upptäcktsresande Thomas Mitchell, besökte området 1836.
Guldrushen på 1850-talet fick flera svenskar att söka sig till Australien. Flera av dem var ursprungligen från Bjurtjärns socken i dåvarande Karlskoga bergslags härad, däribland Peter och Anders Pettersson från Herrnäset som sökte sig dit 1853.

## Geografi
Runt Kerang är det mycket glesbefolkat, med 3 invånare per kvadratkilometer. Det finns inga andra samhällen i närheten. 

### Klimat
Omgivningarna runt Kerang är i huvudsak ett öppet busklandskap. Genomsnittlig årsnederbörd är 389 millimeter. Den regnigaste månaden är februari, med i genomsnitt 51 mm nederbörd, och den torraste är januari, med 11 mm nederbörd.